# 海軍小百科
《海軍小百科》是中華民國國防部海軍司令部政治作戰室文宣心戰組所製作的專題節目，也是各軍種所經營的社群媒體中，首創以連載節目形式，向大眾介紹海軍的文化與典故，《海軍小百科》專題影片於2019年7月5日起在「中華民國海軍」臉書首播，自2022年起此專題影片亦同步至YouTube頻道。

## 節目內容
《海軍小百科》原預劃製播30集，主要以海軍傳統、歷史、文化與典故為題材，截至2023年底已播出32集；而節目內容除參考「海軍軍官學校」官方網站之「海軍掌故」頁面及前海軍官校韓祥麟副教授著作《海軍傳統與歷史》，亦會結合各國海軍及海事博物館的公開史料。
本專題是以時下流行的「網紅」、「YouTuber」型態呈現，並運用了詼諧、逗趣的「官兵自製梗圖」，目的就是希望能將歷史、文化典故這類較生硬的題材，以輕鬆、活潑的方式呈現，期能吸引更多族群、也能讓觀眾藉由輕鬆的影片形態來認識海軍。
本專題播出至今，除能使海軍前輩在留言區熱烈討論，回憶執行任務的種種往事，也吸引民眾深入了解海軍典故，近期招募員更運用本專題宣傳海軍文化，也曾於民間海事相關課程講座列為教材，對海軍形象塑造發揮正面效益，成為全民國防教育絕佳範例。

## 主持人及來賓
《海軍小百科》計有兩名主持人，宋宛柔士官長為節目擔綱，而有陸戰相關主題時，則會有負責介紹陸戰文化的劉佳玟教官，和宛柔教官一同主持。
宋宛柔士官長因任職於海軍司令部，少有隨艦出海機會。曾接受採訪表示因海軍小百科專題被製作團隊遴選為主持人，使她能接觸與認識更多海軍的歷史與文化。
自第八集起，節目初次邀請於青年日報擔任「一分鐘報新聞」主播暨社群小編「看這編」，後續有些題材亦會邀請軍事粉專小編，或友軍前來一同主持，期能拓展軍事社群粉絲群。
| 主持人、助教或來賓 | 姓名   | 登場集數   | 來賓身份（以播出時身份）   |
| ------------------ | ------ | ---------- | -------------------------- |
| 艦隊故事主持人     | 宋宛柔 | 主持人擔綱 |                            |
| 陸戰故事主持人     | 劉佳玟 |            |                            |
| 來賓               | 看這編 | 第八集     | 青年日報 小編              |
| 來賓               | 蘇姵璇 | 第十集     | 漢聲廣播電台 主持人        |
| 助教               | 陳德恆 | 第十四集   | 海軍通指部 軍官            |
| 來賓               | 蕭芊妙 | 第廿一集   | 臺北財務處 上士            |
| 來賓               | 心裡編 | 第廿八集   | 青年日報 小編 aka 青報持羞 |
| 助教               | 蕭裕翰 | 第三十集   | 海軍樂隊 副隊長            |

## 集數
| 集數 | 標題                   | 播出時間   | 助教/來賓                    | 副標題                                           | 備註                                  |
| ---- | ---------------------- | ---------- | ---------------------------- | ------------------------------------------------ | ------------------------------------- |
|      | 預告                   | 2019/07/01 | 無                           |                                                  |                                       |
| 01   | 藍披肩                 | 2019/07/05 | 無                           | 白淨的水兵服，竟然跟不洗頭有關係？！             |                                       |
| 02   | 站𦨭                   | 2019/07/12 | 無                           | 在帆船時代的水手，歡迎貴賓要會表演特技？         |                                       |
| 03   | 長旒                   | 2019/07/24 | 無                           | 想要在海上掃除敵人？首先，你需要一支掃把？！     |                                       |
| 04   | 白條紋與幸運星         | 2019/08/07 | 無                           | 藍披肩的白條紋起源，其實不是傳說中的那樣？！     |                                       |
| 05   | 向後甲板敬禮           | 2019/08/21 | 無                           | 向後甲板敬禮，竟跟三千年前信仰有關？！           |                                       |
| 06   | 值更                   | 2019/09/04 | 無                           | 海軍站一更要四小時，而且沒站滿的是小狗？！       |                                       |
| 07   | 緊身服與喇叭褲         | 2019/09/20 | 無                           | 引領世界潮流的制服，非水手服莫屬？！             |                                       |
| 08   | 黑領結                 | 2019/10/04 | 青年日報 看這編              | 受傷了怎麼辦？有黑領結就可以包紮？！             |                                       |
| 09   | 無簷帽                 | 2019/10/16 | 無                           | 有藍披肩就可以不洗頭？不！你還需要一個頭巾！     |                                       |
| 10   | 梯侍                   | 2019/10/30 | 漢聲廣播電臺 蘇姵璇          | 海上遇到長官要登艦？竟然是拿網子撈起來？！       |                                       |
| 11   | 航泊日誌               | 2019/11/13 | 無                           | 小心！別在船上跌倒！不然會被寫進日記裡！         |                                       |
| 12   | 海軍軍徽               | 2019/12/13 | 無                           | 海軍官兵看到這個徽章，聽說每個都會立正站好？！   |                                       |
| 13   | 軍常服                 | 2019/12/25 | 無                           | 這週服裝校閱穿哪套？軍常服很多千萬別穿錯！       |                                       |
| 14   | 北約音標字母           | 2020/02/19 | 陳德恆                       | 你是講M還是N？傻傻分不清楚？                     |                                       |
| 15   | 旗語                   | 2020/06/13 | 無                           | 叫那麼大聲我也聽不到～用比的比較快啦！           |                                       |
| 16   | 國際信號旗             | 2020/06/26 | 無                           | 軍艦掛滿五顏六色的旗子？難道是在辦園遊會？！     |                                       |
|      | 開播週年特別企劃       | 2020/08/12 | 無                           | 是什麼黑歷史讓宛柔嚇得不敢看呢？                 | 預告「中華民國海軍」Instagram即將開臺 |
| 17   | 信號燈                 | 2020/08/25 | 無                           | 學了旗語和國際信號旗，晚上看不到怎麼辦？         |                                       |
| 18   | 口笛                   | 2020/09/30 | 無                           | 還拿鍋鏟敲鍋蓋放飯嗎？吹口笛就可以了啦！         |                                       |
| 19   | 艦內通信               | 2020/10/28 | 無                           | 智慧型手機算什麼？我聲力電話拿顛倒也能講！       |                                       |
| 20   | 結索                   | 2020/11/18 | 無                           | 忘了童軍繩怎麼用？海軍小百科教你進階版！         |                                       |
| 21   | 肩袢與袖章（軍官階級） | 2021/01/26 | 臺北財務處 蕭芊妙 上士       | 海軍的軍服真的帥，但階級看不懂好奇怪？！         |                                       |
| 22   | 陸戰隊徽               | 2021/02/24 | 主持人 劉佳玟 教官           | 勇猛剽悍的陸戰隊徽，讓陸戰隊教官告訴你！         |                                       |
| 23   | 號燈                   | 2021/03/10 | 無                           | 夜間海上航行怕被撞，竟然是先關掉燈光？           |                                       |
| 24   | 陸戰隊歌               | 2021/03/24 | 主持人 劉佳玟 教官           | 為海軍收戰果 為陸軍做先鋒 教官要教你唱陸戰隊歌！ |                                       |
| 25   | 擲瓶                   | 2021/04/24 | 無                           | 我有香檳，還有個故事，一個船艦祈求平安的故事     |                                       |
| 26   | 虎斑迷彩               | 2021/07/28 | 主持人 劉佳玟 教官           | 陸戰隊的迷彩野戰服，跟老虎有沒有關係呢？         |                                       |
| 27   | 海軍陸戰隊精神標語     | 2021/08/18 | 主持人 劉佳玟 教官           | 什麼？陸戰隊精神標語，軍中家裡都好用？！         |                                       |
| 28   | 肩袢與袖章（士官階級） | 2021/09/29 | 青年日報 心裡編 aka 青報持羞 | 海軍為什麼有巧克力？中士怎被認成上兵？           |                                       |
| 29   | 旗幟懸掛規定           | 2021/11/17 | 無                           | 為什麼海軍陸地單位會一次升兩面國旗呢？           |                                       |
| 30   | 海軍樂隊               | 2022/10/27 | 海軍樂隊 副隊長 蕭裕翰       | 海軍小百科換新裝！樂隊操刀海軍風專屬配樂！       |                                       |
| 31   | 海軍常用量詞1          | 2023/06/10 | 無                           | 海上航行測速率？拋出繩索就可以！                 |                                       |
| 32   | 海軍常用量詞2          | 2023/10/14 | 無                           | 上次拋繩索測速率？這次拋繩索測水深！             |                                       |

## 外部連結
- 「海軍小百科」YouTube官方播放清單 （页面存档备份，存于）
- 「海軍小百科」YouTube備用播放清單 （页面存档备份，存于）
- 「中華民國海軍」Facebook粉絲專頁 （页面存档备份，存于）
- 海軍軍官學校「海軍掌故」 （页面存档备份，存于）